# Бруно Болліні
Бруно Болліні (фр. Bruno Bollini, 14 вересня 1933, Париж — 20 лютого 2015, Париж) — французький футболіст, що грав на позиції захисника, зокрема за паризький «Расінг» та національну збірну Франції.

## Клубна кар'єра
У дорослому футболі дебютував 1953 року виступами за команду «Стад Франсе», в якій провів три сезони, взявши участь у 95 матчах чемпіонату. 
Своєю грою за цю команду привернув увагу представників тренерського штабу клубу «Расінг» (Париж), до складу якого приєднався 1957 року. Відіграв за команду з Парижа наступні дев'ять сезонів своєї ігрової кар'єри. Більшість часу, проведеного у складі паризького «Расінга», був основним гравцем захисту команди.
Завершув ігрову кар'єру у другій половині 1960-х виступами за нижчолігові «Амікаль Луче» та «Шантії».

## Виступи за збірну
1957 року дебютував в офіційних матчах у складі національної збірної Франції. Протягом наступних п'яти років загалом провів у її формі 3 матчі.
Помер 20 лютого 2015 року на 82-му році життя в Парижі.